# Gloria Naveillán
María Gloria Naveillán Arriagada (Chicago, Estados Unidos, 3 de noviembre de 1960) es una publicista y política chilena, militante del Partido Nacional Libertario. Desde marzo de 2022, se desempeña como diputada de la República en representación del distrito n° 22 de la región de La Araucanía, por el periodo legislativo 2022-2026.
Fue vocera de la Asociación de Agricultores de Victoria-Malleco y miembro de la Asociación para la Paz y la Reconciliación en La Araucanía (APRA).

## Familia, estudios y vida laboral
Nació en Chicago, Estados Unidos, el 3 de noviembre de 1960, hija de Juan José Naveillán Fernández y María Norma Arriagada Razmilic.
Realizó sus estudios secundarios en el Colegio Villa María Academy de la comuna de Las Condes, egresando en 1978. Luego estudió un año pedagogía en historia y geografía en el Instituto Pedagógico de la Universidad de Chile, carrera la cual no terminó, para seguir con marketing en el Instituto Profesional de Ciencias y Artes (Incacea). Trabajó en una exportadora de cosméticos Revlon y en una agencia de publicidad.
Ayudó a fundar la Bomba de Chicureo (perteneciente a Bomberos de Chile), para luego trabajar en la Municipalidad de la comuna de Colina. Tras esto, se trasladó al sur, donde trabajó en la Municipalidad de Temuco el año 2007. Al año siguiente, sufrió la pérdida de su hermano en un accidente de rodeo. Debido a esto tomó la decisión de trasladarse a Traiguén junto a sus tres hijos menores a vivir en un campo adquirido por su padre en la década de 1950.
Contrajo matrimonio con Alejandro Cortés Eimbcke el 24 de septiembre de 1982 en la comuna de Santiago. Junto a su cónyuge es madre de seis hijos: María José, María Fernanda, Tomás Alejandro, José Ignacio, María Jesús y Raimundo, todos nacidos en Santiago. Se divorció en 2008.

## Carrera política
En Traiguén se convirtió en la secretaria ejecutiva de la agrupación que reúne a los agricultores de las zona Victoria y Malleco. En 2017, figuró como candidata a diputada apoyada por la Unión Demócrata Independiente (UDI) —en las elecciones parlamentarias por el distrito n° 22—, donde pese al apoyo de figuras como Jacqueline van Rysselberghe y Juan Antonio Coloma, no resultó electa. Declaró que dicha candidatura fue meramente testimonial, pero que sirvió para poner en el tapete el tema del narcoterrorismo en la región.
Tras esto, trabajó como vocera de la Asociación de Agricultores de Victoria-Malleco, además de ser la encargada de redes sociales de la senadora por La Araucanía, Carmen Gloria Aravena. En su labor de vocera, fue sindicada por un informe de inteligencia de Carabineros realizado en 2015, donde se le reconocía como una de los líderes de organizaciones de agricultores que en dicho momento realizaban reuniones y actos destinados a organizar la defensa de predios y empresas que se sentían amenazados por entidades mapuche.
Entre sus posturas políticas, es defensora de la dictadura militar del general Augusto Pinochet, manifestando que «destaca el orden con el que se entregó el país (...) Admiré su trabajo en la economía. La gente joven no sabe que en los 70' Chile era muy diferente. Había bolsones de pobreza, te podías comprar un jeans, pero de una sola marca. (Pinochet) Entregó el país por un camino correcto, hizo un proceso democrático».
Tras el paro de camioneros de 2020, Naveillán acusó a los camioneros de "traición" por deponerlo.

### Diputada de la República
En 2021, durante las elecciones parlamentarias de noviembre fue nuevamente candidata a diputada por el distrito n° 22, esta vez como militante del Partido Republicano, resultando electa con el 5,80% de los votos. Asumió el cargo el 11 de marzo de 2022, pasando a integrar las Comisiones Permanentes de Derechos Humanos y Pueblos Originarios; Agricultura, Silvicultura y Desarrollo Rural, y Emergencia, Desastres y Bomberos.
En abril de 2022, fue desvinculada de la bancada del Partido Republicano, tras votar a favor de un 5° retiro de fondos de las AFP, siendo la única miembro de dicha bancada que votó a favor de la moción. Esta desvinculación fue hecha de manera simbólica, ya que administrativamente continúa siendo parte de la bancada. El 7 de septiembre de 2022, anunció su renuncia al Partido Republicano, indicando que « (...) me liberé porque la verdad es que este partido desgraciadamente funciona más como una secta y yo no estoy en política para pertenecer a una secta», comparando al abogado Cristián Valenzuela, cercano a José Antonio Kast, con Rasputín. Así mismo, anunció su decisión de unirse como independiente a la bancada del Partido de la Gente.
Desde 2023 forma parte de la bancada de social cristianos e independientes.
En 2024 se une al Partido Nacional Libertario liderado por el diputado Johannes Kaiser Naveillán es miembro fundador junto al diputado Gonzalo de la Carrera.

## Controversias

### Declaraciones sobre Camilo Catrillanca
Dentro del contexto del homicidio de Camilo Catrillanca, describió a través de un audio de WhatsApp al fallecido como un “maldito delincuente”, justificando su muerte a manos de Carabineros. En el audio, indicó que «Catrillanca fue uno de los ladrones de los vehículos de las profesoras, es más, fue reconocido por una de las profesoras, que le informó de esto, para que tú sepas, al ministro (Alberto) Espina», agregando que el ministro dijo que no podía hacer nada porque no era senador por la zona.  Además, recalcó en su audio que se intentó «salvar la vida al maldito este que era un delincuente», entregando una serie de tesis sobre lo ocurrido, entre otras cosas, que el disparo rebotó en una rueda del tractor. Debido a este audio, fue citada a declarar a Fiscalía, donde deslizó dicha tesis, la cual fue desestimada por la justicia.

### Declaraciones contra un comunero mapuche
En su labor de vocera de la Asociación de Agricultores, divulgó acusaciones falsas en contra del comunero mapuche Adán Huentecol, inculpándolo de la realización de un incendio de maquinarias en la comuna de Collipulli: «La persona que amenazó a Gerardo Cerda de que le iba a quemar las máquinas tiene nombre y apellido: se llama Adán Huentecol y pertenece a la comunidad Loncomahuida.» Ante dichas acusaciones, el comunero se querelló en su contra por el delito de calumnias e injurias. A esta fecha, en dicha acción judicial se rechazó el sobreseimiento pedido por la defensa de Naveillán, por lo que podría enfrentar un juicio de desafuero. La Corte de Apelaciones de Santiago dio a conocer la sentencia que rechazó la solicitud de desafuero de la diputada María Gloria Naveillán Arriagada, querellada por el delito de injurias. Ilícito supuestamente cometido en mayo de 2019, en perjuicio de Adán Huentecol Neculpán.

### Papel en los incidentes en La Araucanía de 2020
El 27 de julio de 2020 se realizaron manifestaciones de comuneros mapuches en distintas comunas de la región de La Araucanía en apoyo a la huelga de hambre realizada por el machi Celestino Córdova, autor material del asesinato del matrimonio Luchsinger-Mackay. El encuentro en Curacautín, ciudad de la región, terminó con la municipalidad ocupada por manifestantes mapuches, siendo esta desalojada el 1 de agosto de 2020 después de un combate entre los residentes de la localidad y los adherentes a la petición de Córdova. Diversos medios de comunicación chilenos aseguran que para la realización del desalojo tuvo un papel fundamental la Asociación para la Paz y la Reconciliación en La Araucanía (APRA), ya que llamó a los residentes a asistir a la municipalidad para acabar con la violencia, realizando este llamado Naveillán. A través de un audio de WhatsApp, indicó: «Ya señores. ¿Cuántos levantan la mano para ir? De aquí a las 12, nos juntamos en la plaza. ¿Cuántos levantan la mano? A las 12:15 en la plaza. Necesito saber con cuántos contamos, porque no vamos a ir diez huevones, porque nos van a sacar la cresta (...) Quemaron la Municipalidad y arrancaron, no pudimos a agarrar a ningún culiao».

### Dichos transfóbicos
Durante una emisión del programa en YouTube de Johannes Kaiser, en la cual estaban ella y la excandidata a diputada Verónica Welkner, la primera instó a la audiencia a adivinar con quién le tocaría compartir oficina en el Congreso Nacional, ante lo cual un usuario respondió  «Tú y Joe (Kaiser)». Ante esto, Kaiser la interrumpe indicándole que «pero, ¿sabes cuál va a ser la gracia?, tú vas a tener que compartir baño con Emilia Schneider», la primera persona congresista trans de la historia de Chile, lo que generó las carcajadas en sus invitadas, inclusive Welkner agregó «yo exigiría baño de mujeres».
Tras la viralización de los dichos, la propia Schneider indicó en su cuenta de Twitter que «repudio transfobia que exudan representantes de ultraderecha de Kast en este video. No porque se refieran a mi, sino porque humillan a la comunidad. Mofarse de personas trans por ir al baño es infame. Ojalá el candidato diga algo #LaCarasDeLaMoneda. Nuestros derechos peligran!». Ante la emisión de ese programa, José Antonio Kast, líder del Partido Republicano, la instó a que pidiera las disculpas del caso a Schneider, indicando además que al menos debía recibir una amonestación por parte del partido debido a la mofa que realizó.

### Acusación de encubrimiento
Tras el fallo judicial que condenó a Martin Pradenas como culpable de siete delitos de abuso sexual y violación, el padre de una de las víctimas Antonio Barra denunció a Naveillán de no apoyar a su sobrina, quien denunció haber sido víctima de Pradenas a través de sus redes sociales, pero no realizó dicha acusación ante la justicia debido a presiones de su tía. Esta desestimó la acusación, indicando que habrían sido los representantes legales de Barra quienes desestimaron sumar los antecedentes a la causa.
El 2 de agosto de 2023, tras ser increpada debido a esta situación por un transeúnte en Valparaíso, Naveillán respondió:

Yo la llamé, sin ser diputada, y le dije ‘tú debes denunciarlo’, (y la sobrina le respondió) ‘no, es que no quiero’. Borró todo de sus redes sociales. Y el viejo de mierda, papá de la chiquilla que murió... el señor Barra, que tiene ansias de ser político, no encontró nada mejor que inventar que yo a mi sobrina le había dicho que no hiciera la denuncia, lo cual es una mentira.

## Historial electoral
| Año  | Tipo                      | Territorio    | Pacto                   | Partido | Votos | %    | Resultado |
| ---- | ------------------------- | ------------- | ----------------------- | ------- | ----- | ---- | --------- |
| 2017 | Parlamentarias a diputada | 22.º distrito | Chile Vamos             | UDI     | 1 749 | 1.62 | No electa |
| 2021 | Parlamentarias a diputada | 22.º distrito | Frente Social Cristiano | PRCh    | 6 257 | 5.81 | Diputada  |